# Ocotea foveolata
Ocotea foveolata är en lagerväxtart som beskrevs av André Joseph Guillaume Henri Kostermans. Ocotea foveolata ingår i släktet Ocotea och familjen lagerväxter. Inga underarter finns listade i Catalogue of Life.